# Wolga-Tataren
De Wolga-Tataren  (Tataars: Идел-Урал татарлары) zijn een Turks volk van het Wolga-Oeralgebied in Rusland. Ze vormen 53% van de bevolking van Tatarije en zijn de grootste minderheid van Rusland.
De naam Tataren werd door de Russen gebruikt om Mongolen zowel als Turkse volken onder Mongoolse heerschappij aan te duiden, met name degene onder de Gouden Horde. Later werd het een benaming voor alle Turks- dan wel Mongoolstalige volkeren. Tegenwoordig wordt ze gebruikt voor de meeste Turkstalige moslims van Rusland, Oekraïne, Polen en Litouwen, waar naast de Wolga-Tataren ook de Krim-Tataren, Lipka-Tataren, Astrachan-Tataren, Nogai en Siberische Tataren onder vallen.
Hoewel de Russen in de 18e en 19e eeuw de benaming "Tataren" voor alle Turkstalige moslims binnen het Keizerrijk Rusland gebruikten, identificeerden dezen zich niet zelf als zodanig. Nog tot het einde van de 19e eeuw zagen de Wolga-Tataren zich in de eerste plaats als "moslims". Pas tijdens de Sovjetperiode zette de benaming zich algemeen door.

## Geschiedenis
Onder druk van de Chazaren trok een deel van de Bulgaren aan het begin van de 8e eeuw uit het Groot-Bulgaarse Rijk in het huidige Zuid-Rusland naar de Midden-Wolga en stichtten daar Wolga-Bulgarije.
Vanaf de 10e eeuw trokken verschillende Turkse volkeren, zoals de Kiptsjaken, van Zuid-Siberië naar Europa. Bij de Mongoolse invasie van Roes in 1236–1237 kwamen zij onder de heerschappij van de Gouden Horde. De Wolga-Tataren worden beschouwd als de nakomelingen van zowel de Wolga-Bulgaren als de Kiptsjaken van de Gouden Horde.
Na het uiteenvallen van de Gouden Horde ontstonden meerdere kanaten, zoals Kazan, Astrachan, Sibir en Krim-kanaat.
Na de val van Kazan in 1552 werden de Wolga-Tataren onderdanen van Rusland.

### Russische verovering van het kanaat Kazan
De troonsbestijging van Ivan de Verschrikkelijke in 1547 betekende het begin van het einde voor het kanaat Kazan. Geïnspireerd door een militante orthodoxe ideologie veroverde tsaar Ivan in oktober 1552 Kazan. Dankzij hun hoge ontwikkeling hebben de Tataren een grote invloed gehad op de Russische maatschappij en geschiedenis. Veel Russische adellijke families zijn van (deels) Tataarse origine, de sociale en militaire opzet van Moskovië is beïnvloed door instituties van de Tataren en veel Russische gebruiken hebben een Tataarse oorsprong.
Sinds de verovering van Kazan vonden pogingen tot russificatie en kerstening van de – islamitische – Wolga-Tataren plaats. Vrijwel meteen na de verovering van Kazan gingen er missionarissen in Kazan aan het werk en dat zou tot de Russische Revolutie doorgaan. De methodes van de missionarissen varieerden voortdurend. Aanvankelijk hield men er een milde aanpak op na, rijke Wolga-Tataren werden bijvoorbeeld aan huis bezocht en de armeren werden naar kloosters gestuurd om gedoopt te worden. Deze aanpak had weinig resultaat en al snel (1556) probeerde men de Tataren te dwingen zich te bekeren. Dit resulteerde in het ontstaan van de oudste groep christelijke Tataren, de ‘starokresjtsjennye’. Dit, samen met de groeiende stroom Russische kolonisten, zorgde voor grote onvrede onder de Tataren en in 1556 kwam het tot een opstand. Deze werd neergeslagen, en de Tataren die nog steeds weigerden christelijk te worden, moesten voortaan buiten de stadsmuren gaan wonen.
De bovenstaande visie op de kerstening van de Wolga-Tataren wordt voornamelijk door islamitische Tataren aangehangen. De huidige christelijke Tataren (de Krjasjen, ongeveer 10% van de totale Tataarse bevolking) stellen dat de oudste groep van christelijke Wolga-Bulgaren nooit islamitisch zou zijn geweest, maar al sinds het begin van het tweede millennium via Griekse missionarissen tot het christendom bekeerd was. Later gingen de Wolga-Bulgaren op in het Tataarse volk, maar een deel daarvan bleef hun christelijk geloof aanhangen.
Al snel keerden echter vele binnen de stadsmuren wonende Tataren weer terug naar hun oude geloof, en de activiteiten van de missionarissen hadden vrijwel geen resultaat. Tijdens de Tijd der Troebelen in het begin van de 17e eeuw staakte de missionarissen hun activiteiten. In plaats daarvan werd geprobeerd door middel van economische pressiemiddelen de Tataren tot bekering over te halen. Ook dit bleek weinig effect te hebben en de onvrede onder de Tataren werd duidelijk in 1669-1670, toen ze meededen aan de grote opstand van Stepan Razin. Een effect dat het Russische beleid ten aanzien van de Wolga-Tataren wel had, is dat velen migreerden naar de steppen van Kazachstan en Centraal-Azië.

### Peter de Grote
Peter de Grote vernieuwde het beleid ten opzichte van de Tataren. Hij stelde een theologische academie in in Kazan, in de hoop dat door onderwijs de Tataren zich misschien zouden bekeren. In 1713 vaardigde hij een decreet uit, waarin hij stelde dat de moslims in de regio’s van Kazan en Azov zes maanden hadden om zich te bekeren, en dat anders hun bezittingen geconfisqueerd zouden worden. Naar schatting 40.000 Tataren bekeerden zich tot het christendom, maar opnieuw bleek dit slechts nominaal te zijn; de meesten bleven in het geheim islamitisch.

### De 18e en 19e eeuw: mislukte russificatiepogingen
Onder de tsarina’s Anna Ivanovna en Elizaveta Petrovna verhardde het beleid jegens de Tataren zich. In 1740 bepaalde een oekaze dat er geen moskeeën meer gebouwd mochten worden en dat alle bestaande moskeeën vernietigd moesten worden. Er werden veel moskeeën vernield, maar in 1744 werd de Tataren alweer toegestaan om een aantal nieuwe gebedshuizen te bouwen, waarschijnlijk uit angst voor een gewelddadige opstand.
Behalve de vernietiging van moskeeën werden kerken gebouwd midden in islamitische buurten, werden Tataarse kinderen ontvoerd om onderwezen te worden op missionarisscholen en werden hoge belastingen opgelegd aan moslims. Ook het beleid van christelijk onderwijs werd geïntensiveerd.
Catherina II liet de Tataren wat meer vrij. Ze stond ze toe te handelen en ondernemingen te beginnen. Moslims gingen een belangrijke rol spelen in de handel met de nieuwe gebieden in Siberië en Centraal-Azië. Ze bekleedden er vaak hoge posities als commerciële of politieke vertegenwoordigers, leraren of ambtenaren.
In 1773 vaardigde de Heilige Synode het decreet van tolerantie van alle religies uit. Catharina stelde ook in 1782 het zogenaamde muftiaat in, een raad die de autoriteit kreeg over alle puur religieuze zaken aangaande moslims.
Er volgde een tijd van relatief vreedzame co-existentie. Onder Nicolaas I was de Verlichting voorbij en begon het missionarissenwerk weer. Er kwamen financiële tegemoetkomingen voor Tataren die zich bekeerden. Onderwijs werd, meer dan ooit, gezien als het belangrijkste middel om de Tataren te russificeren. Vele christelijke geschriften werden in het Tataars vertaald om het onderwijs makkelijker te maken. Daarnaast werden in de 19e eeuw ook veel islamitische boeken in het huidige Tatarije gedrukt, van waaruit ze door Centraal-Azië werden verspreid. Kazan ontwikkelde zich in die tijd tot het belangrijkste islamitische educatieve centrum van het Russische Rijk.
Dit beleid bleek (opnieuw) weinig vruchten af te werpen, sterker nog, veel Tataarse families die in de 18e eeuw Christenen waren geworden, werden weer Moslims. Een mogelijke reden hiervoor is, naast onvrede met de Russische pressie, het verhoogde bewustzijn van de eigen identiteit onder de Tataren, vooral bevorderd door de muftiat. De kerstening van de Tataren moet echter niet worden gezien als een synoniem van russificatie: veel christelijke Tataren bleven zich immers Tataars beschouwen en behielden het Tataars als moedertaal.

### Het ontstaan van de Tataarse nationale beweging
Het belangrijkste middel van de Russen om de Tataren te trachten te bekeren, bleef onderwijs. Vooral professor Nikolaj Ilminski was hiervan een groot voorstander en hij zette eind 19e eeuw veel scholen en instituten voor o.a. lerarenopleidingen op. Zijn beleid kreeg kritiek van zowel de Tataren als de Russen. De Tataren waren bang voor russificatie, de Russen vonden zijn beleid juist te soft en vreesden dat Ilminski's aandacht voor de Tataarse taal nationalisme en separatisme onder de Tataren in de hand zou werken.

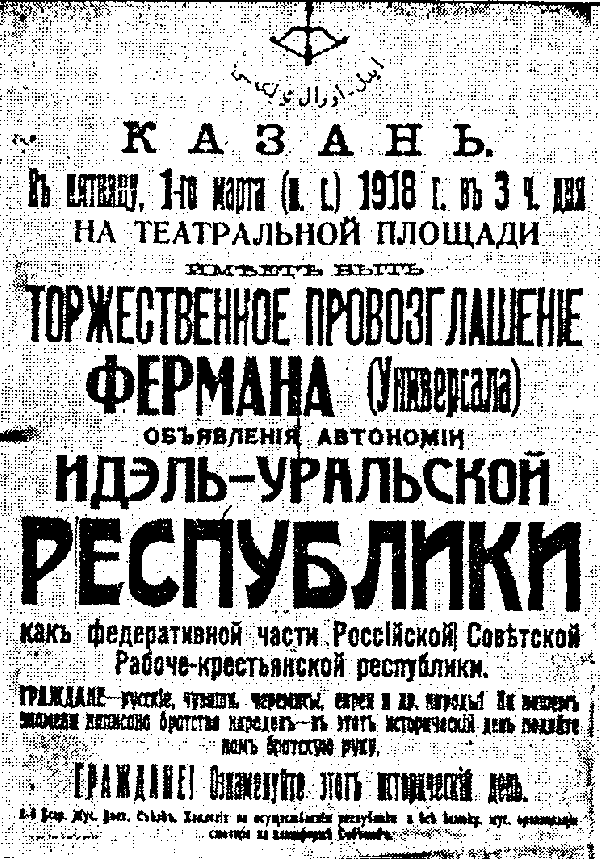
Declaratie van onafhankelijkheid van de Idel-Oeral-republiek

Het voornaamste effect van de scholen van Ilminski was niet de bekering van de Tataren (in dat opzicht was er wederom weinig succes), maar het ontstaan van een breed intellectueel debat onder de relatief grote bourgeoisie in Kazan en omgeving. Deze verhitte discussie ging aanvankelijk over de scholen van Ilminski, maar spitste zich later toe op de meer algemene vraag over de positie van de islam in de moderne, snel veranderende wereld. In deze periode kwam de term Tartarije (in het Nederlands het latere Tatarije) in zwang om het woongebied van de Wolga-Tataren in een groot gebied rond Kazan te beschrijven. Het ontstaan van een intellectuele elite in Tartarije is een proces dat zich gedurende de hele 19e eeuw heeft voltrokken. In Kazan was al begin 19e eeuw door Alexander I een universiteit gesticht, een van de oudste in Rusland, maar vooral aan het eind van de 19e eeuw begon het intellectuele debat goed op gang te komen. Naast de scholen van Ilminski was dat te danken aan het feit dat steeds meer Tataren naar de universiteiten van grote steden als Moskou en Sint-Petersburg gingen, en zo veel meer dan voorheen in contact kwamen met de Russische maatschappij.
Nationalisme vierde hoogtij en Tartarije raakte begin 20e eeuw betrokken bij de Groot-Turkse beweging. Op het eind van de 19e eeuw en in het begin van de 20e eeuw was er onder de Wolga-Tataren sprake van, wat je zou kunnen noemen, het ontwaken van een nationale identiteit. Er werd er veel gepubliceerd, zowel in de vorm van literatuur als tijdschriften en er was veel politieke activiteit, in het teken van het streven naar meer autonomie voor Tartarije. Men ging steeds meer waarde hechten aan het belang van goed onderwijs en een progressieve godsdienstbeleving. Dit alles valt natuurlijk niet los te zien van de nationalistische en modernistische bewegingen die vooral in Europa in de 19e en begin 20e eeuw opkwamen.
Het ontbrak echter aan geschikte politieke leiders om de Tataarse nationale beweging echt groot te maken. In 1917, ten tijde van de februarirevolutie, verkeerde men in Tartarije, net als in heel Rusland, aanvankelijk in euforie. De val van de monarchie werd met gejuich ontvangen en het door de Eerste Wereldoorlog uitgeputte Rusland kreeg weer wat hoop op een betere toekomst. De geschillen tussen de verschillende volken binnen het Russische Rijk leken triviaal te zijn geworden.

### Tatarije binnen de Sovjet-Unie
Tijdens de Russische Revolutie moedigde Lenin aanvankelijk godsdienstvrijheid en het ontwikkelen van een nationale identiteit onder de Tataren aan. Dit resulteerde eind 1917 in het uitroepen van de Idil-Oeralstaat, grofweg gelegen waar nu Tatarije en Basjkirostan liggen. Lenin en Stalin bleken hier niet van gediend en grepen in, door de staat te ontbinden en de deelnemers aan het bestuur ervan te arresteren.
In de jaren twintig werden alle leden van de regering van Tatarije en het grootste gedeelte van de intelligentsia gedeporteerd of vermoord. Tot aan de dood van Stalin werden er af en toe zulke ‘zuiveringen’ uitgevoerd. Pogingen tot russificatie gingen door. In 1929 werd het Arabische schrift van de Tataren vervangen door het Latijnse en in 1939 door het Cyrillische alfabet. Dat verliep vrij soepel, aangezien de meeste Tataren in die tijd analfabeet waren en het Arabische schrift niet kenden.
In 1944 werden de Krim-Tataren naar Centraal-Azië (met name Oezbekistan) gedeporteerd door het centrale sovjetbewind. Dat had echter geen gevolgen voor de Tataren van Tatarije. Ondanks de enigszins misleidende overeenkomst in naam, zijn het verschillende volkeren. De Tataren in Tatarije werden door het centrale bewind niet als collaborateurs beschouwd en werden zodoende niet in hun rechten beperkt.
De periode vanaf het eind van de Tweede Wereldoorlog tot op heden wordt gekarakteriseerd door een groeiend bewustzijn onder Tataren van hun eigen identiteit als volk. Deze revaluatie komt vooral voort uit het bewustzijn van een lange geschiedenis en een gevoel van authenticiteit. De russificatie van Tatarije ging door tot aan het einde van Brezjnevs bewind. Dit proces was echter lang niet eenduidig. Er werden ook veel Tataarse boeken gedrukt in die tijd en alle schoolgaande kinderen in Tatarije waren verplicht het Tataars als vreemde taal te leren, ongeacht hun etnische afkomst (Tataarse kinderen konden er vrijwillig voor kiezen het Tataars op een hoger niveau te volgen). In de praktijk waren die lessen vooral declaratief, kinderen woonden ze wel bij, maar leerden het Tataars nauwelijks. Hoewel er in Tatarije ongeveer evenveel Russen als Tataren wonen, was de lokale voorzitter van de communistische partij altijd een etnische Tataar sinds de jaren 50.
In de jaren tachtig ontstond onder de Tataren, evenals onder andere etnische minderheden in de (voormalige) Sovjet-Unie, een sterke nationalistische stroming en een herwaardering van de eigen cultuur. Zo werd in 1990 in Kazan een Tataars theater geopend.
Aan het einde van de jaren 80 begon Tatarije meer soevereiniteit te eisen en op 30 augustus 1990 riep het parlement van Tatarije de soevereiniteit uit. Vervolgens werd dat in 1991 bekrachtigd door middel van een referendum over soevereiniteit, die werd gewonnen door voorstanders van de soevereiniteit met 61,4% van de stemmen. Toen in 1993 in Rusland een referendum over de grondwet werd gehouden, nam Tatarije daar geen deel aan. Ook signeerden de leiders van Tatarije het Federaal Verdrag niet, wat wel werd gesigneerd door alle andere regio's van Rusland.

## Tegenwoordig
Tegenwoordig is Tatarije een autonome republiek binnen de Russische Federatie, met ongeveer 3.700.000 inwoners van wie de helft etnische Tataren. Veel Tataren wonen ook buiten Tatarije. Het aantal Tataren bedraagt circa 6,5 miljoen, van wie 1,7 miljoen wonen in Tatarije en de overigen langs de Wolga, in Basjkirostan, Oedmoertië, Oezbekistan en Moskou (ca. 800 000, dat is bijna 10% van de totale bevolking). Wel moet worden opgemerkt dat de meeste Tataren op de Krim Krim-Tataren zijn en daarmee een ander volk dan de Wolga-Tataren.
Economisch is Tatarije (vooral op industrieel gebied) een van de welvarendste gebieden van Rusland.
Voor veel Tataren speelde en speelt de vraag hoe ze met hun identiteit om moeten gaan, eerst binnen de Sovjet-Unie en nu de binnen de Russische Federatie. Een van de kwesties is de identiteit van de christelijke Tataren. Veel christelijke Tataren beschouwen zich als een apart volk, de "krjasjeny", hetgeen op tegenstand stuit van de Tataarstanse regering. Daarnaast vinden sommige nationalistische islamitische Tataren dat de christenen zich tot de islam moeten bekeren om volwaardig Tataars te worden, wat door de christenen niet aanvaard kan worden, ook niet door degenen die zich "Tataars" beschouwen, en niet "krjasjen". De christenen maken ongeveer 10% van de Tataarse bevolking uit.
De Tataren leven binnen Rusland in twee culturen, de oude islamitische cultuur van Tatarije en de Russische cultuur. Verreweg de meeste mensen omarmen allebei die culturen en er zijn opvallend weinig radicalen. De invloed van de islam op de Tataarse maatschappij is vrij klein en sowieso sterk verschillend van dat in de meeste andere islamitische landen. De houding ten opzichte van de homoseksualiteit is vrij negatief, maar is te vergelijken met die in Rusland en andere Oost-Europese landen en niet met die in islamitische landen. Homoseksuele Tataren worden niet verstoten (bijvoorbeeld, de beroemde balletdanser Rudolf Noerejev, de lesbische zangeres Zemfira en de lesbische regisseur Renata Litvinova) en blijven als deel van het Tataarse volk worden beschouwd.
Wegens de door de herinneringen aan de Gouden Horde nog steeds negatieve lading van het begrip Tataren in Rusland, is er een tendens bij sommige Wolga-Tataren om de afstamming van de Bulgaren te benadrukken, het zogenaamde Bulgarisme.

## Subgroepen

#### Kazan-Tataren
De Kazan-Tataren (Qazan Tatarları) vormen de grootste groep van Wolga-Tateren en de meerderheid van de bevolking van Tatarije. Ze zijn van oudsher aan de oostelijke oever van de Wolga woonachtig.

#### Misjaren
De Misjaren (Mişärlär) spreken een dialect van het Wolga-Tataars. Ze stammen af van de Kiptsjaken, die zich aan de Midden-Oka met de Boertas en Mesjtsjera vermengden, en vormen rond een derde van de Wolga-Tataarse bevolking. De Mişär wonen in de oblasten Tsjeljabinsk, Oeljanovsk, Penza, Rjazan en Nizjni Novgorod, Tatarije, Basjkortostan en Mordovië.

#### Kasimov-Tataren
De Kasimov-Tataren (Qasıym Tatarları) bewonen de stad Kasimov (Qasím) in de Oblast Rjazan. Dit was het centrum van het Kanaat Qasim. Tegenwoordig wonen er 1.100 Kasimov-Tataren in Kasimov, plus een onbekend aantal elders.

#### Karino-Tataren
De Karino-Tataren of Noqrat wonen in Oedmoertië en de Oblast Kirov. Hun aantal bedroeg in 1920 rond 15.000.

#### Perm-Tataren
De Perm-Tataren zijn een subgroep van Kazan-Tataren die in de Kraj Perm wonen. Hun aantal bedroeg in 2002 rond 130.000.

#### Krjasjen
Sinds de verovering van Kazan in 1552 vond een politiek van kerstening van de islamitische Tataren plaats. Hiermee ontstond het volk der Krjasjen. Volgens sommige geleerden zouden zij afstammen van de Soevari, die op hun beurt afstamden van de Sabiren, een volk dat van de 5e tot begin 8e eeuw de zuidwestelijke Kaspische Laagte bewoonde en daar gekerstend zou zijn. Deze Soevari gingen op in de islamitische Wolga-Tataren en de orthodoxe Tsjoevasjen. De Krjasjen leven verspreid over het Wolga-Oeralgebied. Als gevolg van de afname van de godsdienstigheid tijdens de Sovjet-periode worden ze tegenwoordig in sterke mate geassimileerd door de Tsjoevasjen en de Wolga-Tataren. Sommige Kiptsjak-stammen werden ten tijde van de Gouden Horde in de 13e en 14e eeuw tot het christelijke Nestorianisme bekeerd. Sommige gebeden uit de Codex Cumanicus lijken sterk op de latere Krjasjen-gebeden, maar een duidelijk verband is niet aangetoond.

#### Nagajbaken
De Nagajbaken zijn net als de Krjasjen Russisch-orthodox. Het grootste deel van de Nagajbaken woont in de districten Nagajbakski en Tsjebarkoelski van de oblast Tsjeljabinsk. Bij de volkstelling van 2002, toen hun etniciteit voor het eerst werd geregistreerd, werden 9.600 Nagajbaken geteld, waarvan 9.087 in de oblast Tsjeljabinsk.

#### Teptjaren
De Teptjaren leven in het noordelijke Oeralvoorgebergte en vormen een deel van de Tataren van Basjkortostan. Cultureel en taalkundig staan ze dicht bij de Basjkieren.